# Cultura atacamenha

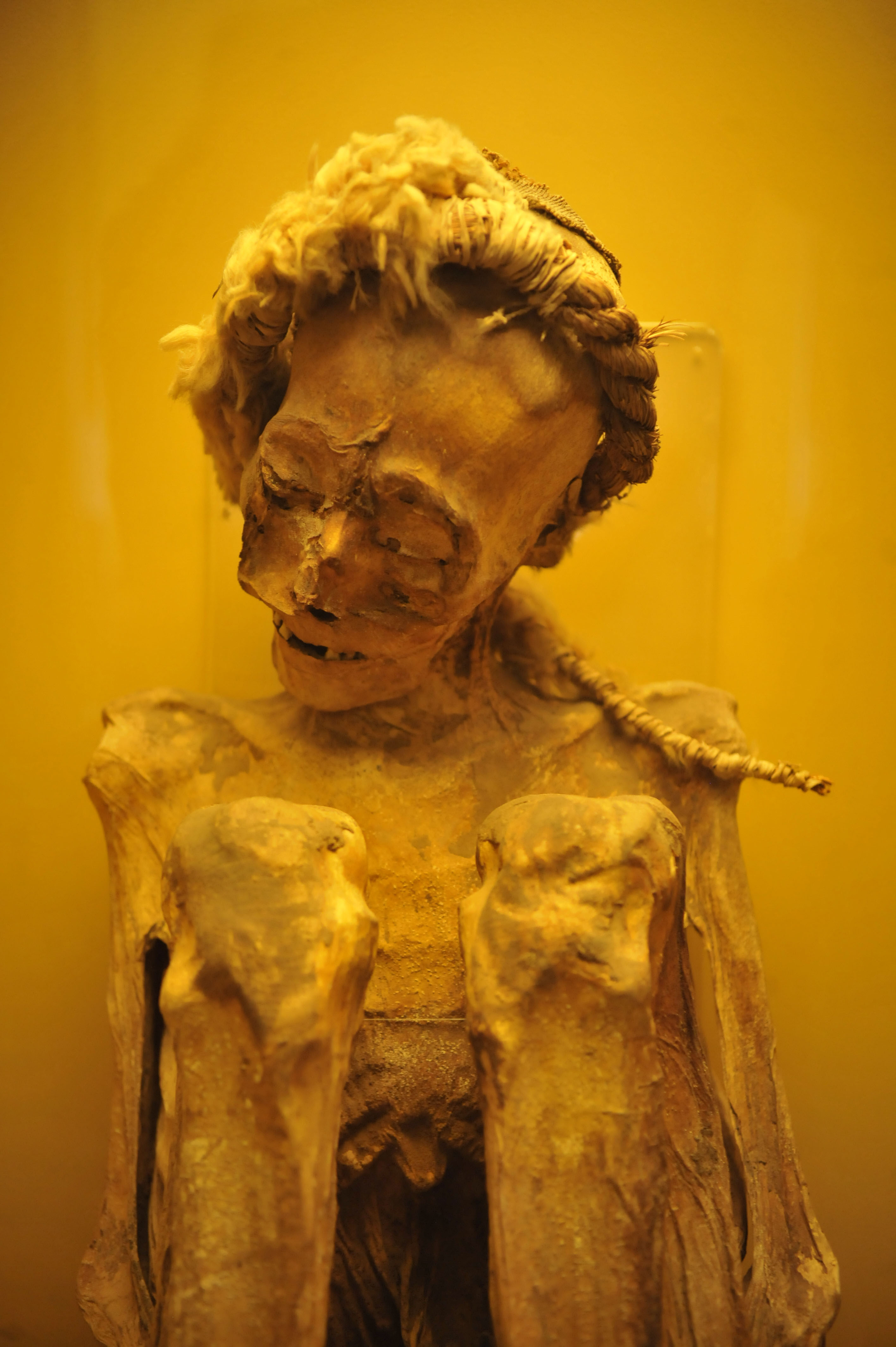
Corpo mumificado atacamenho de Chiu-Chiu em exposição no Museu Nacional da Universidade Federal do Rio de Janeiro. Fernando Frazão/ABr, 04/08/2013

Na região descrita como puna de Atacama, localizada no extremo sul do altiplano andino, ao norte do atual território do Chile, existe uma grande plataforma situada com altura entre 2 500 e 4 000 metros de altitude por onde floresceu por mais de dois milênios a cultura atacamenha
Sob o ponto de vista ambiental essa região de altiplano caracteriza-se por reunir as condições climáticas mais severas dos Andes no que se refere à aridez. Já que se reflete diretamente sobre a biomassa e a biodiversidade de flora e fauna aí existentes. Em sua parte ocidental a puna é muito seca, com precipitação anual inferior a 100 mm, sendo por isso chamada puna desértica.
Este processo de desertificação iniciou-se durante a etapa final da última glaciação, por volta de 13 mil anos atrás, quando houve uma mudança no clima, tornando o ambiente mais quente e árido. Alguns lagos secaram reduzindo-se a salares, e os rios começaram a definir seus cursos, umedecendo com mais regularidade o solo dos oásis e promovendo o crescimento dos bosques de algarrobos e chanhares.

## Povoamento
O povoamento da região teria iniciado por volta de 13 mil anos atrás. Durante este período começaram a ingressar na vertente ocidental da puna atacamenha os primeiros caçadores arcaicos, atraídos pela disponibilidade de recursos animais, vegetais e hídricos, iniciando assim um sistema de coleta e de caça de camelídeos selvagens a exemplo das vicunhas e guanacos, roedores e aves.
Sob estas condições teve início um longo processo adaptativo, desenvolvido por mais de 10 mil anos, o qual se permitiu, através de mecanismos biológicos e sócio-culturais, que os grupos pré-históricos ali pudessem instalar-se chegando a constituir uma ocupação permanente e bem sucedida.

## Evolução
Por volta de 3 000 - 2 000 a.C. a estratégia de vida desses grupos começou a mudar de forma mais significativa em função do crescente aumento de períodos de seca e diminuição dos recursos naturais, intensificando-se os processos de domesticação dos camelídeos, dando origem aos rebanhos de lhama e alpaca ao processo sedentário de cultivo e deslocamento através de regiões mais distantes para o abastecimento de produtos ausentes em troca dos excedentes da nova economia agropastoril e artesanal, atividade essa que caracterizou a cultura atacamenha.

## Ocupação
A ocupação deste território foi na forma de assentamentos agropastoris com alta densidade demográfica, distribuídos sempre em pequenos oásis em torno de fontes de água e de rios. Iniciou-se por volta de 11 mil anos atrás, através de caçadores-coletores nômades.
Já que em volta destes núcleos restritos de fixação estende-se um vasto território desértico, totalmente despovoado mas intensivamente cruzado por rotas de deslocamento que incluíam trocas entre a região do salar atacamenho e outras áreas produtivas.
Entre elas estavam os vales mais baixos a leste dos Andes e o litoral do Pacífico, cujo intercâmbio de produtos garantiu circulação de recursos e complementação econômica. A disponibilização de determinados elementos forâneos ao ambiente da alta puna, tais como peixe seco, pigmentos, vegetais de valor alimentício, madeiras, fibras, equipamentos e substâncias psicotrópicas, recipientes cerâmicos e matérias primas para a confecção de adornos, foi assegurada pelas viagens das caravanas que cruzavam o deserto de Atacama, as quais se constituíram peças chave para um eficiente complemento de ordem econômica.

## Resumo
Portanto, parte importante da estratégia desenvolvida pelos grupos atacamenhos caracterizava-se pelo desenvolvimento de um sistema de transportes eficiente, assegurado pelas caravanas de camelídeos domesticados e pelo domínio desse território, cuja geografia e vicissitudes haviam aprendido a conhecer. Tal estratégia assegurou aos atacamenhos, por longo tempo, hegemonia no transporte de cargas e condução das caravanas que cruzavam o deserto, tornando-os especialmente importantes nos processos de expansão territorial desenvolvidos por outras culturas como Tiwanaku e Inca em diferentes períodos, acabaram por estender sua influência política a partir do altiplano ao atual povo chileno.